# Азовское (Донецкая область)
Азо́вское (укр. Азовське) — село в Мангушской поселковой общине Мариупольского района Донецкой области Украины, основано в 1957 году. С марта 2022 года находится под контролем России.
Население по переписи 2001 года составляло 443 человека. Почтовый индекс — 87453. Телефонный код — 06297.
День села отмечают в первую субботу октября.

## Местный совет
87450, Донецкая область, Мариупольский р-н, пгт. Ялта, ул. Греческая, 21